# Eugen John
Carl Wilhelm August Eugen John (* 1. Juli 1863 in Berlin; † 1931 ebenda) war ein deutscher Landschaftsmaler und Zeichner.

## Leben
Eugen John war der zweite Sohn des Pianisten und Komponisten Carl Wilhelm John (1821–1875) und dessen Frau Marie Emig (1834–1910). Der Vater Carl Wilhelm John, Sohn des jüdischen Kaufmanns Wolf „Wilhelm“ John und der Ester „Emilie“ Aschard, war 1843 zum protestantischen Glauben übergetreten.
John erhielt seine Ausbildung an der Kunstakademie Düsseldorf von 1885 bis 1886 sowie durch weitere Studien an der Kunstschule in Weimar. Nach dem Studium hatte er in Berlin seinen Wohnsitz unter wechselnden Adressen. Ab 1892 stellte er auf der Berliner Akademieausstellung und von 1894 bis 1920 auf den Großen Berliner Kunstausstellungen regelmäßig aus. Die Schwerpunkte seiner Malerei lagen in Architekturansichten sowie in Darstellungen der märkischen Landschaft, der Lüneburger Heide und der mecklenburgischen Ostseeküste. Ab 1893 war Eugen John Mitglied im Verein Berliner Künstler.
John war mit Johanna Martha Franziska Stein verheiratet. Das Ehepaar hatte zwei Söhne und vier Töchter.

## Werke (Auswahl)
- Darsslandschaft, 1892
- Herbst in der Mark, 1901
- Landschaft mit blühender Heide

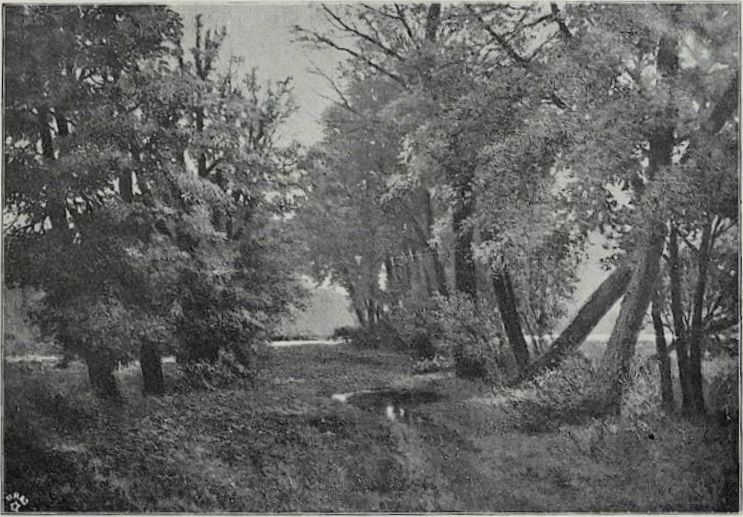
Herbst in der Mark, 1901

- Ostseestrand mit Meeresbrandung, 1903
- Von der Lotsenstation Thiessow (Rügen), 1904
- Weite Boddenlandschaft, 1910
- Baumstudien – Baum-Federzeichnungen für Staffage. O. Maier, Ravensburg 1908/1923